# Ángel Barrios Fernández
Ángel Barrios Fernández (Granada, 4 de enero de 1882-Madrid, 26 de noviembre de 1964) fue un compositor y guitarrista español.

## Biografía
Nacido en Granada el 4 de enero de 1882, su madre adopta el nombre de Eloísa en lugar del bautismal de Manuela, su padre Antonio Barrios Tamayo, era un famoso y carismático  tocaor y cantaor, gran amigo de Manuel de Falla, y de los asistentes a la tertulia del Rinconcillo. Ángel Barrios estudió armonía, violín y guitarra en su ciudad natal, perfeccionando sus estudios en Madrid con el maestro Conrado del Campo y en París con André Gedalge.
Magnífico guitarrista, fundó en 1900 el Trío Iberia de instrumentos españoles, con el que obtuvo grandes éxitos en toda Europa, difundiendo mucha música española.
Es autor de  óperas (en colaboración con Conrado del Campo), como El Avapiés, estrenada en el Teatro Real o La Lola se va a los puertos, estrenada en el Gran Teatro del Liceo de Barcelona en 1955, así como de zarzuelas, como La suerte, estrenada en el Teatro Apolo, Granada mía, La romería y Seguidilla gitana, con libreto de Muñoz Seca y Pérez Fernández, estrenada también en el Apolo.
Como parte de la intelectualidad de la ciudad, acude a la tertulia del Rinconcillo en el Café Alameda de Granada, en donde participan de forma habitual, entre otros, Melchor Fernández Almagro, Manuel de Falla, el pintor Manuel Ángeles Ortiz, los hermanos Francisco y Federico García Lorca, José Acosta Medina, José Mora Guarnido, el ingeniero de caminos Juan José Santa Cruz, José y Manuel Fernández Montesinos, Constantino Ruiz Carnero, Francisco Soriano, Miguel Pizarro, Hermenegildo Lanz, el pintor Ismael González de la Serna.
Fue nombrado académico de la Real Academia de Bellas Artes de Nuestra Señora de las Angustias, junto con Manuel de Falla, el 21 de febrero de 1924 y desempeñó el cargo de director del Real Conservatorio de Música y Declamación de Granada entre 1928 y 1939.
También compuso algunas obras sinfónicas, como Zambra en el Albaicín, Una copla en la fuente del Avellano, y numerosas composiciones para guitarra y piano. Merecen especial mención sus Impresiones de Granada, sus Danzas gitanas y sus Canciones andaluzas. Compuso ilustraciones musicales para Abén Humeya, de Francisco Villaespesa, y Danza de la cautiva, de Mackinlay. Su obra Guajiras, para piano, obtuvo el Premio Centro Artístico y Literario de Granada en 1910.

## Listado de obras
- Albaycinera, danza andaluza.
- Alcaicería, farruca.
- Angelita, tango.
- Bolero andaluz.
- El cotorro, bulerías.
- En las cuevas del Darro, seguidillas.
- Farruca gitana.  Guajiras.
- El madroño, bolero andaluz.
- Periquín, polka.
- Periquitín enamorado de la Luna.
- Periquito y Cascajillo.
- El Zapateado.

## Museo Ángel Barrios
El Museo-Legado Ángel Barrios se encuentra dentro del Conjunto Monumental de la Alhambra, en la Calle Real. En el Museo se muestra una colección que reúne enseres, instrumentos musicales, dibujos, pinturas, acuarelas, partituras y correspondencia dedicados por sus autores a este importante músico y compositor y a la figura de su padre, Antonio Barrios "el Polinario", uno de los últimos "cicerones" de la Alhambra de principios de siglo, en cuya desaparecida taberna, situada donde hoy se encuentra el Museo, se reunían intelectuales y artistas de la época.
Allí dejaron su testimonio figuras como Ravel, Strauss, Falla, García Lorca, los hermanos Machado, Zuloaga, Rusiñol y un largo etcétera. La colección se ve completada con fotografías y objetos personales de la familia Barrios.

## Conservatorio Profesional de Música Ángel Barrios
Este conservatorio se encuentra en la calle Torre de los Picos, en Granada. Imparte las enseñanzas de Grado Elemental y Grado Profesional de distintas especialidades musicales entre las que se encuentran: oboe, violín, viola, violonchelo, guitarra, piano, órgano, flauta travesera, guitarra flamenca, percusión, fagot, clarinete, trompa, trombón, contrabajo, saxofón, trompeta, tuba y canto.